# محاصره یودفت
محاصره یودفت (عبری: יוֹדְפַת‎) به واقعه محاصره‌ ۴۷ روزه شهر یهودی یودفت توسط نیروهای رومی اشاره دارد که در سال ۶۷ پس از میلاد در جریان نخستین جنگ یهود-روم رخ داد. این محاصره به رهبری ژنرال رومی وسپاسیان و پسرش تیتوس که هر دو بعدا به مقام امپراتوری رسیدند، به انجام رسید. محاصره با غارت شهر، مرگ بیشتر ساکنان آن و به بردگی گرفتن بقیه پایان یافت. این دومین نبرد خونین جنگ میان یهودیان و رومیان بود که از لحاظ حجم خونریزی تنها محاصره اورشلیم توانست از آن پیشی بگیرد. این محاصره توسط یوسف فلاوی که شخصاً فرماندهی نیروهای یهودی در یودفت را بر عهده داشت و متعاقباً توسط رومیان دستگیر شد، شرح داده شد.